# Mniszki, Warmińsko-Mazurskie
Mniszki [ˈmniʂki] (tiếng Đức: Nonnenberg) là một khu định cư ở khu hành chính của Gmina Budry, thuộc hạt Węgorzewo, Warmian-Masurian Voivodeship, ở phía bắc Ba Lan, gần biên giới với tỉnh Kaliningrad của Nga.
Trước năm 1945, khu vực này là một phần của Đức (Đông Phổ).